# Angelo Ventura
Angelo Ventura (* 8. Januar 1930 in Padua; † 5. Februar 2016 daselbst) war ein italienischer Historiker. Den Kernbereich seiner Arbeiten bildete zunächst die Sozialgeschichte Venedigs in Spätmittelalter und Renaissance, dann das Risorgimento und die europäischen Revolutionen von 1848/49 und insbesondere die Rolle Daniele Manins im Rahmen der Repubblica di San Marco. Auch verfasste er Monographien zu Sozialismus und Faschismus in Italien, zur Resistenza, ebenso wie zum Terrorismus in Italien.

## Leben und Werk
Angelo Venturas Eltern waren Bruno und Adelinda Sartori. Seine Laurea absolvierte Ventura in Lettere und Filosofia an der Universität Padua im Jahr 1956 bei Roberto Cessi. Der Titel seiner Dissertation lautete Il problema costituzionale veneziano nel 1848–49.
In Padua lehrte er zunächst von 1954 bis 1966 als Assistent in verhältnismäßig ungesicherter, häufig wechselnder Position, wie es in dieser Zeit verbreitet war. Er lehrte als freier Dozent bis 2005 storia moderna (neuere Geschichte) und storia contemporanea (Geschichte des 19. und 20. Jahrhunderts) an der Facoltà di Scienze Politiche, also an der Politikwissenschaftlichen Fakultät. Seinen Lebensunterhalt sicherte er 1963 zunächst am Istituto tecnico commerciale ambrogio Fusinieri zu Vicenza, wobei ihm 1964 die Versetzung an das Istituto tecnico commerciale Luigi Einaudi zu Padua gelang. Dort in seiner Heimatstadt heiratete er seine Kollegin Adriana Miozzo; das Paar hatte mit Marina (* 1965) und Federico (* 1968) zwei Kinder.
Mit seinem 1964 erschienenen Opus Nobiltà e popolo nella società veneta del ‘400 e ‘500 befasste er sich mit der Sozialgeschichte des venezianischen Spätmittelalters, das er Gino Luzzatto widmete, dessen umfassendem Ansatz er in seinem Werk folgte. Das Werk, neben Padova wohl sein Hauptwerk, wurde 1993 fast unverändert neu aufgelegt. 1968 erschienen seine Considerazioni sull’agricoltura veneta e sulla accumulazione originaria del capitale nei secoli 16° e 17°.
1970 wurde Ventura Professore aggregato, was gleichbedeutend war mit seiner Weiterbeschäftigung als Freier Dozent; doch 1973 wurde er Professore straordinario in Storia contemporanea. Von 1974 bis 2014 war er Präsident des Istituto veneto per la storia della Resistenza e dell’età contemporanea, zudem Direktor des Dipartimento di storia dell'Ateneo von 1987 bis 1992 und von 1998 bis 2001, dann der Scuola di specializzazione per archivisti (1973–1974), der Scuola di perfezionamento in storia medievale e moderna (1974–1976). Als Socio gehörte er verschiedenen Wissenschaftsorganisationen an, wie der Deputazione di Storia Patria per le Venezie, der Accademia galileiana di scienze, lettere ed arti, dem Istituto socialista di studi storici, dessen Direktor er wurde. Außerdem war er Mitherausgeber der Quaderni Storici und der Rivista Storica Italiana.
Er stand politisch dem Partito Socialista Italiano nahe, wobei er am 26. September 1979 fast einem Attentat der Fronte comunista combattente zum Opfer gefallen wäre. Danach befasste er sich umso intensiver mit dem Terrorismus und seinen Wurzeln, etwa in La responsabilità degli intellettuali e le radici culturali del terrorismo di sinistra.

## Werke (Auswahl)
- Lineamenti costituzionali del governo provvisorio di Venezia nel 1848–49, CEDAM, 1955.
- Nobiltà e popolo nella società veneta del ‘400 e ‘500, Laterza, Bari 1964.
- (Hrsg.): Bilanci generali della Repubblica di Venezia dal 1756 al 1783, 1972.
- Il problema storico del terrorismo italiano, 1980.
- Padova, Laterza, Bari 1989 (Geschichte der Stadt).
- (Hrsg.): L’università dalle legge razziali alla Resistenza, Padua 1996.
- mit Carlo Fumian (Hrsg.): Storia del Veneto, Rom 2000.
- Per una storia del terrorismo italiano, Donzelli, Rom 2010.
- Il fascismo e gli ebrei, Donzelli, Rom 2013 (Aufsatzsammlung).
- Risorgimento veneziano. Daniele Manin e la rivoluzione del 1848, Donzelli, Rom 2017 (posthum).[5]
- Intellettuali. Cultura e politica tra fascismo e antifascismo, Donzelli, Rom 2017.
- La questione agraria, Donzelli, Rom 2018 (wie die vorhergehenden Werke in der Donzelli-Reihe aufgelegt).